# ارکیده ریشوی مالی
ارکیده ریشوی مالی (نام علمی: Calochilus pruinosus) نام یک گونه از سرده ارکیده‌های ریشو است.